# Височина (Їглава)
ФК «Височина» Їглава (чеськ. Fotbalový klub Vysočina Jihlava, a.s) — чеський футбольний клуб з міста Їглава, заснований у 1948 році. Виступає у Першій лізі. Домашні матчі приймає на стадіоні «На Їрасковій», потужністю 4 082 глядачі.